# Герб Бецилового
Герб Беци́лового — геральдичний символ населених пунктів Бецилівської сільської ради Роздільнянського району Одеської області (Україна): Желепового, Новоселівки та Старокостянтинівки. Герб затверджений рішенням Бецилівської сільської ради.

## Опис
Герб має форму закругленого щита в пропорції 5х6 на означення належності до сучасної української місцевої геральдики.
Ободок герба — золотого кольору, символ багатства, сили, стабільності та єдності. Середина герба червоного кольору, що символізує любов, великодушність, сміливість, теплоту, мужність. У правій частині герба розташований голуб — символ миру. Зображення сонця в лівій частині символізує тепло та стабільність, рівновагу.
Коло блакитного кольору — символ краси, величі, чистоти помислів, духовності та добробуту. Колоски, які розташовані на колі та в верхній частині герба — символізують багатство та єдність, розвиток зернового господарства.
Середина кола — жовтого кольору, як символ світла, радості, тепла, оптимізму.
Зелений паросток в середині кола — символ молодого покоління та свіжих ідей.